# گوردون براون (بازیکن فوتبال، زاده ۱۹۳۲)
گوردون براون (انگلیسی: Gordon Brown؛ ۴ فوریه ۱۹۳۲ – ۱۹۹۹) بازیکن فوتبال اهل بریتانیا بود.
از باشگاه‌هایی که در آن بازی کرده‌است می‌توان به باشگاه فوتبال سیتینگبورو، باشگاه فوتبال بلکبرن روورز، باشگاه فوتبال اشفورد یونایتد، باشگاه فوتبال جیلینگام و باشگاه فوتبال نیوپورت کانتی اشاره کرد.